# Eois amarillada
Eois amarillada är en fjärilsart som beskrevs av Paul Dognin 1893. Eois amarillada ingår i släktet Eois och familjen mätare. Inga underarter finns listade i Catalogue of Life.